# Melon Music Awards
O Melon Music Awards (hangul: 멜론 뮤직 어워드) é uma das principais premiações musicais e é realizada anualmente na Coreia do Sul. O julgamento dos vencedores é feito a partir do cálculo de vendas digitais e votos online.

## Prêmios Principais

### Artista do Ano (Daesang)
| Ano  | Vencedor          |
| ---- | ----------------- |
| 2009 | Girls' Generation |
| 2010 | Girls' Generation |
| 2011 | BEAST             |
| 2012 | BEAST             |
| 2013 | SHINee            |
| 2014 | IU                |
| 2015 | BIGBANG           |
| 2016 | EXO               |
| 2017 | EXO               |
| 2018 | BTS               |
| 2019 | BTS               |
| 2020 | BTS               |
| 2021 | IU                |

### Álbum do Ano (Daesang)
| Ano  | Vencedor      | Álbum                    |
| ---- | ------------- | ------------------------ |
| 2009 | G-Dragon      | Heartbreaker             |
| 2010 | 2NE1          | To Anyone                |
| 2011 | 2NE1          | The 2nd Mini Album       |
| 2012 | Busker Busker | Busker Busker 1st Album  |
| 2013 | Busker Busker | Busker Busker 2nd Album  |
| 2014 | g.o.d         | Chapter 8                |
| 2015 | EXO           | EXODUS                   |
| 2016 | BTS           | WINGS                    |
| 2017 | IU            | Palette                  |
| 2018 | BTS           | Love Yourself: Tear      |
| 2019 | BTS           | Map of the Soul: Persona |
| 2020 | BTS           | Map of the Soul: 7       |
| 2021 | IU            | Lilac                    |

### Canção do Ano (Daesang)
| Ano  | Vencedor          | Canção                           |
| ---- | ----------------- | -------------------------------- |
| 2009 | Girls' Generation | "Gee"                            |
| 2010 | 2AM               | "Can't Let You Go Even If I Die" |
| 2011 | IU                | "Good Day"                       |
| 2012 | PSY               | "Gangnam Style"                  |
| 2013 | EXO               | "Growl"                          |
| 2014 | Taeyang           | "Eyes, Nose, Lips"               |
| 2015 | BIGBANG           | "Bang Bang Bang"                 |
| 2016 | TWICE             | "Cheer Up"                       |
| 2017 | BTS               | "Spring Day"                     |
| 2018 | IKON              | "LOVE SCENARIO"                  |
| 2019 | BTS               | "Boy With Luv" (feat. Halsey)    |
| 2020 | BTS               | Dynamite                         |
| 2021 | BTS               | "Butter"                         |
| 2022 | IVE               | "LOVE DIVE"                      |
| 2023 | NewJeans          | "Ditto"                          |
| 2024 | aespa             | "Supernova"                      |

### Gravação do Ano (Daesang)
| Ano  | Vencedor  |
| ---- | --------- |
| 2018 | Wanna One |
| 2019 | BTS       |
| 2021 | aespa     |
| 2022 | BTS       |
| 2023 | NCT Dream |
| 2024 | I-dle     |

### Top 10 Artistas (Bonsang)
| Ano  | Vencedores   | Vencedores        | Vencedores | Vencedores   | Vencedores | Vencedores       | Vencedores     | Vencedores    | Vencedores      | Vencedores |
| ---- | ------------ | ----------------- | ---------- | ------------ | ---------- | ---------------- | -------------- | ------------- | --------------- | ---------- |
| 2009 | 8Eight       | Girls' Generation | 2NE1       | Super Junior | G-Dragon   | Brown Eyed Girls | Davichi        | 2PM           | Kara            | K.Will     |
| 2010 | Lee Seung-gi | Girls' Generation | 2NE1       | 2AM          | CNBLUE     | IU               | 4men           | 2PM           | DJ DOC          | T-ara      |
| 2011 | Beast        | f(x)              | 2NE1       | Super Junior | Big Bang   | IU               | Sistar         | Lena Park     | Secret          | Leessang   |
| 2012 | Beast        | T-ara             | 2NE1       | Psy          | BIGBANG    | IU               | Sistar         | Busker Busker | Infinite        | Huh Gak    |
| 2013 | Beast        | Ailee             | SHINee     | EXO          | G-Dragon   | IU               | Sistar         | Busker Busker | Dynamic Duo     | Avichi     |
| 2014 | Beast        | Girl's Day        | 2NE1       | EXO          | Taeyang    | IU               | Sistar         | g.o.d         | Akdong Musician | Winner     |
| 2015 | Zion.T       | Girls' Generation | SHINee     | EXO          | BIGBANG    | Apink            | Sistar         | Toy           | Hyukoh          | San E      |
| 2016 | BTS          | Taeyeon           | Red Velvet | EXO          | G-Friend   | BeWhy            | TWICE          | Zico          | AKMU            | Mamamoo    |
| 2017 | BTS          | Heize             | Red Velvet | EXO          | BIGBANG    | IU               | TWICE          | BOL4          | Wanna One       | Winner     |
| 2018 | BTS          | BtoB              | iKON       | EXO          | BLACKPINK  | Apink            | TWICE          | BOL4          | Wanna One       | Mamamoo    |
| 2019 | BTS          | Taeyeon           | Heize      | EXO          | JANNABI    | MC The Max       | Jang Beom June | BOL4          | ChungHa         | Mamamoo    |
| 2020 | BTS          | Lim Young Woong   | IZ*ONE     | Baekhyun     | BLACKPINK  | IU               | Kim Ho Joong   | ZICO          | Baek Yerin      | Oh My Girl |
| 2021 | BTS          | Lim Young Woong   | Heize      | aespa        | AKMU       | IU               | NCT Dream      | Lee Mu-jin    | Ash Island      | Lil Boi    |

### Artista Revelação do Ano
| Ano  | Vencedores | Vencedores |
| ---- | ---------- | ---------- |
| 2009 | 2NE1       | —          |
| 2010 | CNBLUE     | —          |
| 2011 | Huh Gak    | —          |
| 2012 | B.A.P      | Ailee      |
| 2013 | BTS        | Lim Kim    |
| 2014 | WINNER     | —          |
| 2015 | iKON       | GFriend    |
| 2016 | BLACKPINK  | —          |
| 2017 | Wanna One  | —          |
| 2018 | THE BOYZ   | (G)I-DLE   |
| 2019 | TXT        | ITZY       |
| 2020 | CRAVITY    | Weeekly    |
| 2021 | Lee Mu-jin | aespa      |

### Global Artist
| Ano  | Vencedor          | Canção          |
| ---- | ----------------- | --------------- |
| 2011 | Girls' Generation | "The Boys"      |
| 2012 | PSY               | "Gangnam Style" |
| 2013 | PSY               | "Gentleman"     |
| 2017 | BTS               | "DNA"           |
| 2018 | BTS               | "Fake Love"     |

## Prêmios de Gêneros Musicais

### Rap/Hip Hop
| Ano  | Vencedor                     | Canção                          |
| ---- | ---------------------------- | ------------------------------- |
| 2010 | Supreme Team                 | "Dang Dang Dang"                |
| 2011 | GD&TOP                       | "Oh Yeah" (feat. Park Bom)      |
| 2012 | Dynamic Duo                  | "Without You"                   |
| 2013 | Baechigi                     | "Shower of Tears" (feat. Ailee) |
| 2014 | San E & Raina                | "A Midsummer Night's Sweetness" |
| 2015 | Mad Clown                    | "Fire" (feat. Jinsil)           |
| 2016 | Zico                         | "Eureka" (featuring Zion.T)     |
| 2017 | Dynamic Duo & Chen (artista) | "Nosedive"                      |
| 2018 | BTS                          | "Fake Love"                     |
| 2019 | Epik High                    | "Lovedrunk" (feat. Crush)       |
| 2020 | DAMOIM                       | "IMMADO"                        |

### R&B/Ballad
| Ano  | Vencedor    | Vencedor       | Canção                           |
| ---- | ----------- | -------------- | -------------------------------- |
| 2010 | Gummy       | Gummy          | "Because You’re A Man"           |
| 2011 | Kim Bum-soo | Kim Bum-soo    | "Please"                         |
| 2012 | K.Will      | K.Will         | "Please Don't"                   |
| 2013 | Huh Gak     | Huh Gak        | "Monodrama" (with Yoo Seung-woo) |
| 2013 | K.Will      | K.Will         | "Love Blossom"                   |
| 2014 | R&B/Soul    | Fly to the Sky | "You You You"                    |
| 2014 | Ballad      | M.C the Max    | "Wind That Blows"                |
| 2015 | R&B/Soul    | Naul           | "Living in the Same Time"        |
| 2015 | Ballad      | Baek Ah Yeon   | "Shouldn't Have" (feat. Young K) |
| 2016 | Ballad      | Jung Eunji     | "Hopefully Sky"                  |
| 2017 | R&B/Soul    | Suran          | "Wine"                           |
| 2017 | Ballad      | Yoon Jong Shin | "Like it"                        |
| 2018 | R&B/Soul    | IU             | "Bbibbi"                         |
| 2018 | Ballad      | Roy Kim        | "No Longer Mine"                 |
| 2019 | R&B/Soul    | Heize          | "We Don't Talk Togheter"         |
| 2019 | Ballad      | Taeyeon        | "Four Seasons"                   |
| 2020 | R&B/Soul    | Yerin Baek     | "Square (2017)"                  |
| 2020 | Ballad      | Davichi        | "Dear"                           |

### Rock
| Ano  | Vencedor                     | Canção                   |
| ---- | ---------------------------- | ------------------------ |
| 2010 | Hot Potato                   | "Confession"             |
| 2011 | CNBLUE                       | "Intuition"              |
| 2012 | Nell                         | "The Day Before"         |
| 2013 | Cho Yong-pil                 | "Bounce"                 |
| 2014 | CNBLUE                       | "Can't Stop"             |
| 2015 | Kim Sunggyu                  | "The Answer"             |
| 2016 | Ha Hyun-woo                  | "Don't Cry"              |
| 2017 | Min Kyung Hoon & Kim Heechul | "Sweet Dream"            |
| 2018 | Min Kyung Hoon & Kim Heechul | "Falling Blossoms"       |
| 2019 | N.Flying                     | "Rooftop"                |
| 2020 | IU                           | "Eight" (prod&feat SUGA) |

### OST
| Ano  | Vencedor                 | Canção                                 | Drama/Festival                                     |
| ---- | ------------------------ | -------------------------------------- | -------------------------------------------------- |
| 2009 | Future Liger             | "Let's Dance"                          | Infinite Challenge Olympic Road Duet Song Festival |
| 2010 | Lee Seung-gi             | "Losing My Mind"                       | My Girlfriend Is a Nine-Tailed Fox                 |
| 2011 | Sunny Hill               | "Pit-a-Pat"                            | The Greatest Love                                  |
| 2012 | Seo In-guk & Jung Eun-ji | "All For You"                          | Reply 1997                                         |
| 2013 | Yoon Mi-rae              | "Touch Love"                           | Master's Sun                                       |
| 2014 | Lyn                      | "My Destiny"                           | My Love from the Star                              |
| 2015 | Loco & Yuju              | "Spring is Gone By Chance"             | A Girl Who Sees Smells                             |
| 2016 | Yoon Mi-rae              | "Always"                               | Descendants of the Sun                             |
| 2017 | Ailee                    | "I will go to you like the first snow" | Guardian: The Lonely and Great God                 |
| 2018 | Paul Kim                 | "Every Day, Every Moment"              | Should We Kiss First?                              |
| 2019 | Gummy                    | "Remember Me"                          | Hotel Del Luna                                     |
| 2020 | Jo Jung Sok              | "Aloha"                                | Hospital Playlist                                  |
| 2021 | Lee Mu-jin               | "Rain and You"                         | Hospital Playlist 2                                |

### Trot
| Ano  | Vencedor                        | Canção                      |
| ---- | ------------------------------- | --------------------------- |
| 2010 | Jang Yun-jeong                  | "Ole"                       |
| 2015 | Hong Jin-young                  | "Love Wifi"                 |
| 2016 | Hong Jin-young                  | "Thumbs Up"                 |
| 2017 | Hong Jin-young & Kim Young Chul | "Ring Ring (Composer ver.)" |
| 2018 | Hong Jin-young                  | "Goodbye"                   |
| 2019 | Hong Jin-young                  | "Love Tonight"              |
| 2020 | Lim Young Woong                 | "Trust In Me"               |

### Pop
| Ano  | Vencedor       | Canção                           |
| ---- | -------------- | -------------------------------- |
| 2012 | Maroon 5       | "One More Night"                 |
| 2013 | Bruno Mars     | "Young Girls"                    |
| 2015 | Mark Ronson    | "Uptown Funk" (feat. Bruno Mars) |
| 2016 | Justin Bieber  | "Love Yourself"                  |
| 2017 | Ed Sheeran     | "Shape of You"                   |
| 2018 | Camila Cabello | "Havana"                         |
| 2019 | Billie Eilish  | "Bad Guy"                        |
| 2020 | Sam Smith      | "To Die For"                     |
| 2021 | Coldplay       | "My Universe (feat. BTS)"        |

### Dance
| Ano  | Vencedor  | Vencedor   | Canção            |
| ---- | --------- | ---------- | ----------------- |
| 2014 | Masculino | Block B    | "Her"             |
| 2014 | Feminino  | Apink      | "Mr. Chu"         |
| 2015 | Masculino | BTS        | "I Need U"        |
| 2015 | Feminino  | Red Velvet | "Ice Cream Cake"  |
| 2016 | Masculino | EXO        | "Monster"         |
| 2016 | Feminino  | GFriend    | "Rough"           |
| 2017 | Masculino | EXO        | "Ko Ko Bop"       |
| 2017 | Feminino  | TWICE      | "Knock Knock"     |
| 2018 | Masculino | WANNA·ONE  | "Boomerang"       |
| 2018 | Feminino  | Blackpink  | "DDU-DU DDU-DU"   |
| 2019 | Masculino | BTS        | "Boy With Luv"    |
| 2019 | Feminino  | Chungha    | "Gotta Go"        |
| 2020 | Masculino | BTS        | Dynamite          |
| 2020 | Feminino  | BLACKPINK  | How You Like That |

### Folk/Blues
| Ano  | Vencedor       | Canção              |
| ---- | -------------- | ------------------- |
| 2014 | AKMU           | "200%"              |
| 2015 | 10cm           | "Sseudam Sseudam"   |
| 2016 | 10cm           | "What The Spring??" |
| 2017 | Eunji          | "The Spring"        |
| 2018 | Hong Jin-young | "Good Bye"          |

### Indie
| Ano  | Vencedor     | Canção                                                |
| ---- | ------------ | ----------------------------------------------------- |
| 2014 | Standing Egg | "Lean on Me" (feat. Park Se-young)                    |
| 2015 | Standing Egg | "The Sunlight Hurts" (feat. Wheein & Obroject Yundak) |
| 2016 | Bolbbalgan4  | "Galaxy"                                              |
| 2017 | Melomance    | "Gift"                                                |
| 2018 | Melomance    | "Fairy Tale"                                          |
| 2019 | Melomance    | "You & I"                                             |
| 2020 | Bolbbalgan4  | "Leo" (feat. BAEKHYUN)                                |

### Electronic
| Ano  | Vencedor | Canção           |
| ---- | -------- | ---------------- |
| 2014 | 2NE1     | "Come Back Home" |

## Prêmios de Popularidade

### Netizen Popularity Award
| Ano  | Vencedor     | Canção           |
| ---- | ------------ | ---------------- |
| 2021 | BTS          | "Butter"         |
| 2020 | BTS          | "Dynamite"       |
| 2019 | BTS          | "Boy With Luv"   |
| 2018 | BTS          | "Idol"           |
| 2017 | EXO          | "Ko Ko Bop"      |
| 2016 | EXO          | "Monster"        |
| 2015 | BIGBANG      | "Bang Bang Bang" |
| 2014 | B2ST         | "Good Luck"      |
| 2013 | EXO          | "Growl"          |
| 2012 | B2ST         | "Midnight"       |
| 2011 | Super Junior | "Mr. Simple"     |
| 2010 | Super Junior | "Bonamana"       |

### Hot Trend Award
| Ano  | Vencedor           | Canção                                |
| ---- | ------------------ | ------------------------------------- |
| 2021 | Brave Girls        | "Rollin"                              |
| 2020 | Mr. Trot           | --------                              |
| 2019 | AB6IX              | "Breathe"                             |
| 2018 | Loco & Hwasa       | "Don't"                               |
| 2017 | Suran & Suga       | "Wine"                                |
| 2016 | Zico               | "I Am You, You Are Me"                |
| 2015 | Infinite Challenge | "Yeongdong Expressway Music Festival" |
| 2014 | Soyou & Junggigo   | "Some"                                |
| 2013 | Crayon Pop         | "Bar Bar Bar"                         |
| 2013 | Rose Motel         | "Longtime Lovers"                     |
| 2012 | Trouble Maker      | "Trouble Maker"                       |
| 2011 | Infinite Challenge | "West Coast Highway Song Festival"    |
| 2010 | Girls' Generation  | "Hoot"                                |

## Prêmios Especiais

### Melhor Solista
| Ano  | Vencedor  | Vencedor        |
| ---- | --------- | --------------- |
| 2021 | Masculino | Lim Young-woong |
| 2021 | Feminino  | IU              |

### Melhor Grupo
| Ano  | Vencedor  | Vencedor |
| ---- | --------- | -------- |
| 2021 | Masculino | BTS      |
| 2021 | Feminino  | aespa    |

### Music Video Award
| Ano  | Vencedor                        | Video Musical                                        |
| ---- | ------------------------------- | ---------------------------------------------------- |
| 2010 | Hwang Soo-ah                    | Ga In "Irreversible"                                 |
| 2011 | Cha Eun-taek                    | T-ARA "Roly-Poly"                                    |
| 2012 | Cho Soo-hyun                    | PSY "Gangnam Style"                                  |
| 2013 | Lee Gi-baek (Tiger Cave Studio) | B2ST "Shadow"                                        |
| 2014 | Won Tae-yeon (in-house))        | Melody Day "Another Parting"                         |
| 2015 | Naive Creative Production       | J.Y. Park "Who's Your Mama?" (feat. Jessi)           |
| 2016 | Shin Hee-won                    | Red Velvet "Russian Roulette"                        |
| 2017 | Choi Yong-su (LUMPENS)          | BTS "DNA"                                            |
| 2018 | Ko Yoo-jeong (LUMPENS)          | GFriend "Time for the Moon Night"                    |
| 2019 | VM Project Architecture         | Kang Daniel "What are you up to"                     |
| 2021 | Yong Seok Choi, Guzza (LUMPENS) | TXT "0x1=Lovesong (I Know I Love You) (feat. Seori)" |

### Song Writer Award
| Ano  | Vencedor                                              | Canção |
| ---- | ----------------------------------------------------- | --- |
| 2009 | Hitman Bang (Bang Si-hyuk))                           | 8eight's "Without A Heart" & "Goodbye My Love"                                                                           |
| 2010 | Lee Min-soo & Kim Yi-na                               | IU e Seulong "Nagging"                                                                                                   |
| 2011 | Jeon Hye-sung                                         | Davichi "Don’t Say Goodbye", Baek Ji-young "That Woman"                                                                  |
| 2012 | Duble Sidekick (Michael "Chance" Kim, Park Jang-geun) | Sistar "Loving U", Baek Ji-young "Voice", "Good Boy"                                                                     |
| 2013 | Shinsadong Tiger (Lee Ho-yang)                        | Ailee "U&I", Apink "NoNoNo", Trouble Maker "Now"                                                                         |
| 2014 | Kim Do-hoon                                           | Soyou & Junggigo's "Some", Mad Clown "Without You", Ailee "Don't Touch Me"                                               |
| 2015 | Teddy Park                                            | BIGBANG "Loser", "Bae Bae", "Bang Bang Bang", "We Like 2 Party", "Sober", "Zutter" (GD & TOP) & "Let's Not Fall In Love" |
| 2016 | Hitman Bang (Bang Si-hyuk))                           | BTS "Fire", "Save Me" & "Blood Sweat & Tears"                                                                            |
| 2017 | IU                                                    | IU "Through the Night", "Can't Love You Anymore", "Palette" & "Ending Scene"                                             |
| 2018 | B.I do iKON (Kim Han-bin)                             | iKON "Love Scenario", "Killing Me" & "Goodbye Road"                                                                      |
| 2019 | Pdogg                                                 | BTS "Boy With Luv" |
| 2021 | IU                                                    | IU "Celebrity, LILAC & "Strawberry Moon"                                                                                 |

### MBCMusic Star Award
| Ano  | Vencedor                  |
| ---- | ------------------------- |
| 2010 | miss A                    |
| 2011 | Baek Ji-young             |
| 2012 | Shindong & Kim Shin-young |
| 2013 | f(x)                      |
| 2014 | Ladies' Code              |
| 2015 | EXID                      |
| 2016 | Seventeen                 |
| 2017 | HyunA                     |

### Performing Arts Award
| Ano  | Vencedor       | Canção       |
| ---- | -------------- | ------------ |
| 2010 | PSY            | "Right Now"  |
| 2011 | Lee Seung-hwan | "Super Hero" |
| 2013 | Shin Seung-hun | —            |

### Tencent-QQ Music Asia Star Award
| Ano  | Vencedor |
| ---- | -------- |
| 2016 | iKON     |

### Hall of Fame Award
| Ano  | Vencedor   |
| ---- | ---------- |
| 2016 | Sechs Kies |

### Kakao Hot Star Award
| Ano  | Vencedor  |
| ---- | --------- |
| 2016 | EXO       |
| 2017 | WANNA·ONE |
| 2018 | BTS       |
| 2019 | BTS       |

### Stage of the Year
| Ano  | Vencedor      |
| ---- | ------------- |
| 2018 | Park Hyo-shin |
| 2017 | Lee Sun-hee   |
| 2021 | The Boyz      |

### 1theK Performance Award
| Ano  | Vencedor |
| ---- | -------- |
| 2015 | MONSTA X |
| 2017 | GFriend  |
| 2018 | MOMOLAND |
| 2019 | The Boyz |
| 2021 | StayC    |

## Lista de outros prêmios

### 2010
- Canção de Tendência Quente: Girls' Generation (Hoot)
- Melhor Canção Alternative/Indie: Hot Potato (Confession)
- Cantor Mais Bem Vestido: Girls' Generation
- Melhor Cantor de Rádio MBC: Jung Yeop (Love You/Without You)
- Performance Cultural: PSY (Right Now)

### 2009
- Star: TVXQ
- Mania: TVXQ - (Mirotic)
- Current Stream: Kim Tae Woo – Love Rain
- Smart Radio: Girls' Generation
- Odyssey: Girls' Generation – (Gee)
- Mobile Music: Girls' Generation
- Sudden Rise: Leessang
- Y-Star Live: Lee Seung-Cheol

## Maiores vencedores
| Rank             | 1° lugar | 2° lugar | 3° lugar | 4° lugar         | 5° lugar |
| ---------------- | -------- | -------- | -------- | ---------------- | -------- |
| Artista          | BTS      | IU       | EXO      | Girls Generation | 2NE1     |
| Total de prêmios | 35       | 19       | 17       | 12               | 9        |